# Zelzal (Rakete)
Zelzal (persisch زلزال, ‚Erdbeben‘) bezeichnet eine Reihe von ballistischen Kurzstreckenraketen die im Iran entwickelt wurden. Die Raketen sind ungelenkt und werden daher auch den Artillerieraketen zugeordnet.

## Entwicklung
In der Endphase des Ersten Golfkrieges (Iran-Irak-Krieg) startete der Iran ein umfangreiches Programm zur Entwicklung von ballistischen Raketen. Im Rahmen von diesem Programm entstand neben anderen Raketen die Zelzal-Raketenfamilie. Mit der Zelzal sollte mit geringem Entwicklungsrisiko eine kostengünstige Kurzstreckenrakete mit Feststoffantrieb sowie einer Reichweite von 170 km entwickelt werden. Die Entwicklung erfolgte bei der Aerospace Industries Organization in Zusammenarbeit mit den Islamischen Revolutionsgarden. Dabei wurde der Projektleiter Hasan Moghaddam vermutlich von der Volksrepublik China sowie anderen Staaten unterstützt. Im Rahmen der Entwicklung entstand nach den Entwürfen Iran-130, Mushak-160 und Nazeat-10 schließlich die Zelzal 1. Der erste Teststart einer Zelzal 1 erfolgte im Jahr 1988 und die ersten Raketen wurden vermutlich Anfang der 1990er-Jahre an die Streitkräfte des Irans geliefert. Die Ausführung Zelzal 2 mit einer vergrößerten Reichweite war 1996 einsatzbereit. Basierend auf der Zelzal 2 entstand Mitte der 1990er-Jahre die Fateh-110. Diese Kurzstreckenrakete stellt eine Kombination des Zelzal 2-Raketentriebwerks mit dem Lenksystem der Tondar 69-Rakete dar. Die nochmals reichweitegesteigerten Zelzal 3 und Zelzal 3B entstanden ab 1996 und wurden im September 1999 auf einer Parade in Teheran der Öffentlichkeit präsentiert.

## Technik

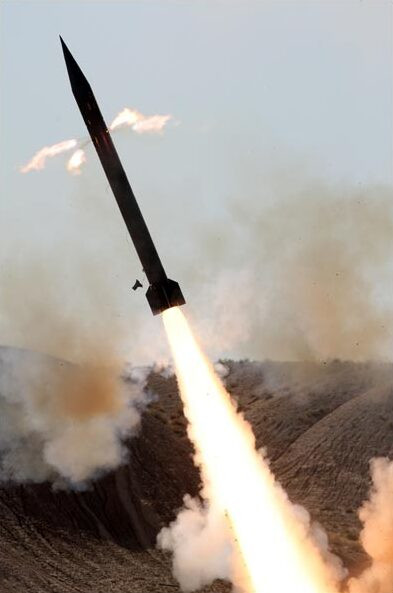
Start einer Zelzal 3B Rakete

Die Zelzal-Raketen sind ungelenkte, einstufige Kurzstreckenraketen mit Feststoffantrieb. Sie verwenden das generelle Konzept der 9K52 Luna-M (NATO-Codename FROG-7) aus der Sowjetunion. Die Zelzal-Raketen haben einen typischen, schlanken, zylinderförmigen Rumpf mit einem Durchmesser von 616 mm und sind in vier Sektionen aufgeteilt: In der Raketenspitze befinden sich der Gefechtskopf mit einem Gewicht von 600 kg sowie der mechanische Aufschlagzünder. Anschließend folgen vier Rotationstriebwerke. Die Abgase dieser Triebwerke treten aus Düsen aus, die senkrecht zur Längsachse und tangential zum Umfang der Rakete angeordnet sind. Diese Triebwerke werden unmittelbar nach dem Start gezündet und arbeiten für rund eine halbe Sekunde. Dadurch wird die Rakete in eine Umdrehung um ihre Längsachse versetzt, was den Flug stabilisiert. Hinter den Rotationstriebwerken ist das Feststoffraketentriebwerk verbaut. Dieses verwendete anfänglich Doppelbasistreibstoff und später vermutlich Komposit-Treibstoff. Das Triebwerk hat einen spezifischen Impuls von 240 m/s auf Meereshöhe. Zuhinterst im Raketenrumpf ist die Brennkammer mit der Düse untergebracht. Weiter sind dort auf der Rumpfoberfläche vier trapezförmige Stabilisierungsflächen montiert.
Transportiert und gestartet werden die Zelzal-Raketen ab Lastkraftwagen vom Typ Mercedes-Benz LA-911 oder Mercedes-Benz 2624. Auf der Ladefläche der Fahrzeuge ist eine Startschiene für die Rakete montiert. Die Startschiene lässt sich in Fahrtrichtung in der Horizontalen drehen und in der Vertikalen anstellen. Weiter können die Raketen auch ab einem Anhänger oder einer transportierbaren Doppellafette gestartet werden.
Vor dem Start wird das Startfahrzeug auf Hydraulikstützen gestellt. Dann wird für die Raketen-Reichweitesteuerung der Neigungswinkel der Startschiene entsprechend eingestellt. Der Kurswinkel (Azimut) wird vor dem Start grob mit der Richtung des Startfahrzeuges festgelegt und durch Schwenken der Startschiene präzise eingestellt. Nach dem Start fliegt die Rakete auf der Trajektorie einer Wurfparabel zum Ziel, wo der Gefechtskopf bei Bodenkontakt detoniert. Sämtliche Zelzal-Raketen sind ungelenkt, woraus sich aus deren langen Flugdistanz eine sehr große Streuung ergibt. Die Streuung wird mit maximal 5 % der Flugdistanz angegeben. Dies entspricht bei der Zelzal 1, bei der maximalen Schussdistanz einem Streukreisradius (CEP) von rund 8 km. Bei der Zelzal 2 einem solchen von 10,5 km und bei der Zelzal 3B rund 12,5 km. Im Vergleich zu gelenkten ballistischen Boden-Boden-Raketen mit ähnlicher Reichweite sind die Zelzal-Raketen wenig treffsicher. Aufgrund der großen Streuung eignen sich die Raketen nur zum Einsatz als Terrorwaffe.

## Kriegseinsatz
Die Zelzal-Raketen kamen bzw. kommen bei verschiedenen Konflikten in der Arabischen Welt zum Einsatz. Zum Beispiel im Libanonkrieg 2006, im Bürgerkrieg in Syrien sowie im Huthi-Konflikt im Jemen.

## Verbreitung
Die Zelzal-Raketen befinden sich im Bestand der Streitkräfte des Irans. Der Iran beliefert verschiedene Miliz- und Terrorgruppen mit Zelzal-Raketen. So zum Beispiel die Dschaisch al-Islam in Syrien, die Hezbollah im Libanon, die Huthi in Jemen sowie schiitische Milizen im Irak.